# Scotopteryx epipercna
Scotopteryx epipercna är en fjärilsart som beskrevs av Louis Beethoven Prout 1913. Scotopteryx epipercna ingår i släktet backmätare, och familjen mätare. Inga underarter finns listade.